# Stoffenrieder Forst
Koordinaten: 48° 20′ 2″ N, 10° 15′ 11″ O

Der Stoffenrieder Forst am östlichen Rand des Landkreises Neu-Ulm

Der Stoffenrieder Forst ist ein 15,79 km² großes gemeindefreies Gebiet im Landkreis Neu-Ulm in Bayerisch Schwaben. Das Gebiet ist komplett bewaldet und unbewohnt.

## Geographie
Der Stoffenrieder Forst liegt an der östlichen Grenze des Landkreises Neu-Ulm zum Landkreis Günzburg. An der südlichen Grenze des Gebietes entspringt die Kötz, welche das Gebiet nach Norden durchfließt. Von West nach Ost wird das Gebiet von der Kreisstraße NU 2 durchquert. Im nördlichen Teil befinden sich die Weihergehauteiche. Die höchste Erhebung ist bei Wallenhausen der Rauher Berg mit 540 m ü. NN.
Im nördlichen Teil des Gebietes befinden sich einige Grabhügel sowie eine mittelalterliche Siedlung und ein mittelalterlicher Burgstall, welche als Bodendenkmäler ausgewiesen sind.
Am Unteregger Berg befindet sich ein Baudenkmal, die Kapelle Vierzehn Nothelfer.

## Nachbargemeinden
| Markt Pfaffenhofen a.d.Roth | Stadt Ichenhausen                            | Markt Waldstetten   |
| Stadt Weißenhorn            | Kompassrose, die auf Nachbargemeinden zeigt  | Gemeinde Ellzee     |
| Gemeinde Roggenburg         | gemeindefreies Gebiet Unterroggenburger Wald | Gemeinde Wiesenbach |

## Nutzung
Das Gebiet wird hauptsächlich forstwirtschaftlich genutzt.
Am westlichen Rand des Gebietes in Höhe Wallenhausen befinden sich Brunnen und ein Hochbehälter des Zweckverbandes zur Wasserversorgung Rauher-Berg-Gruppe. Im südöstlichen Teil des Gebietes ist eine Fläche als Wasserschutzgebiet ausgewiesen.